# پیامبر دروغین

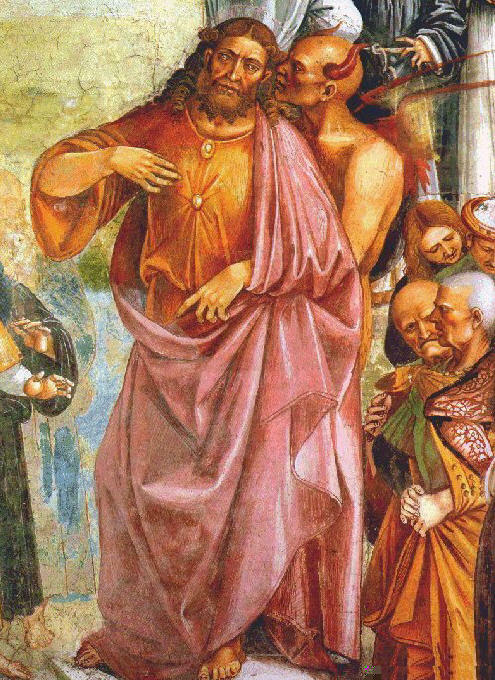
نقاشی قدیمی از تمثال شیطان در حال زمزمه در گوش پیامبر دروغین - نقاشی متعلق به ۱۵۰۱ میلادی است و در کلیسای جامع أورفیتو نگهداری می‌شود.

پیامبر دروغین اصطلاحی است که در ادیان ابراهیمی به آن اشاره شده و در مورد آن بارها هشدار داده شده است. در متون عهد جدید به صراحت به پیامبر دروغین اشاره شده که مسیح و پدر و پسر را انکار می‌کند که دجال است، آیات و معجزات ظاهر می‌کنند و حتی برگزیدگان را گمراه می‌کنند. در کتاب عهد جدید به صراحت عیسی مسیح به موعود بودن و خاتم بودن خود و هشدار و اخطار نسبت به ظهور پیامبران بعد از خود داده‌اند:
۱. : دروغگو کیست جز آنکه مسیح بودن عیسی را انکار کند چنین کسی همان ضدمسیح یا دجال است که هم پسر و پدر انکار می‌کند.
۲. متی۷آیه۱۵: از پیامبران دروغین برحذر باشید آنان در لباس گوسفندان نزدشما می‌آیند اما درباطن گرگان درنده اند. آنها را از میوه هایشان خواهید شناخت. (بنگیرید به جنگهایی که امروز در گوشه کنار دنیا اتفاق می‌افتد)
۳. «آیا تو آن مسیح وعده داده شده هستی، یا باز باید منتظر دیگری باشیم؟ عیسی جواب داد که یحیی را از آنچه دیده‌اید و شنیده‌اید خبردهید که کوران بینا می‌شوند، لنگان راه می‌روند مردگان زنده می‌گردند، خوشا بحال کسانیکه به سبب من نلغزند.
۴. متی۲۴ آیه۱۱: انبیای دروغین زیادی برخواهند خاست و بسیاری را گمراه خواهند نمود.
۵. متی۲۴آیه۲۳: در آن زمان اگر کسی به شما بگوید 'نگاه کن! مسیح اینجا یا آنجاست' آن را باور نکنید؛ زیرا پیامبران دروغین بسیاری پیدا خواهند شد آیات و معجزات عظیم ظاهر می‌کنند که اگر ممکن باشد حتی برگزیدگان را گمراه کنند می‌کنند. ببینید پیشاپیش به شما گفتم.
۶. به انجام رسید. من الف و ی و ابتدا و انتها هستم. Alpha and the omega
۷.من الف و ی، اول و آخر و ابتدا و انتها هستم'.
۸. من راه و راستی وحیات هستم. هیچ‌کس جز به واسطه من نزد پدر نمی‌آید.
۹.در هیچ‌کس دیگر، رستگاری نیست و در زیر آسمان هیچ نامی جز نام عیسی به مردم عطا نشده است تا به وسیلهٔ آن نجات یابیم.
به اینصورت گفته شده که پیامبر دروغین با تکیه بر دین دروغ می‌گوید و جنگ و خشکسالی و فقر و بدبختی و بیچارگی را رواج می‌دهد، سپس با آمیختن حق و باطل، و از حق برای پیشبرد اهداف شیطانی و گناه را استفاده می‌کند، متأسفانه عده زیادی به گمان اینکه راه و طریق حق و درست است و به خدا خدمت می‌کنند پیرو او می‌شوند.

## مسیحیت

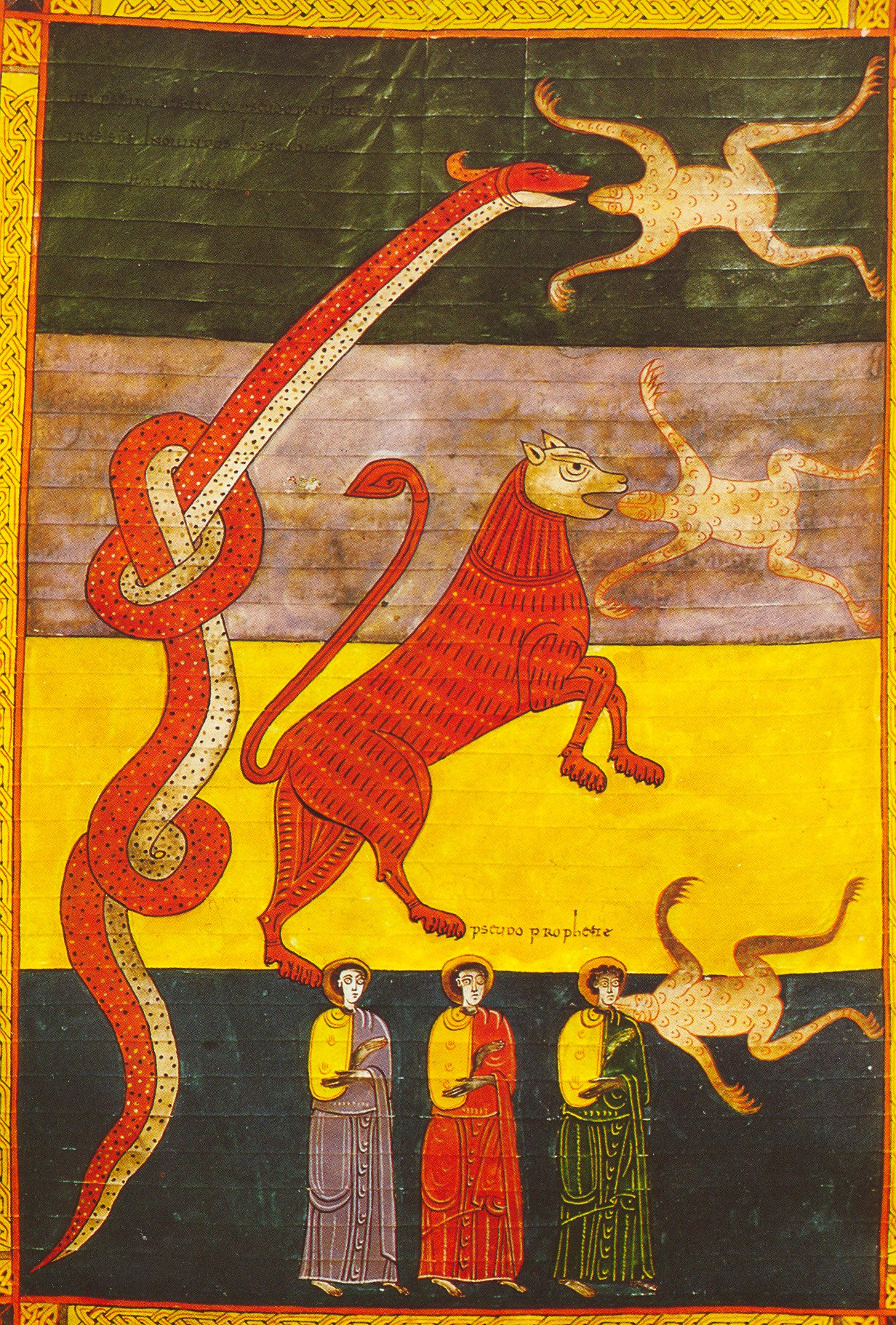
سرنوشت پیروان پیامبر دروغین در نقاشی که مطابق وحی ۱۶ Beatus de Facundus کتاب مکاشفه در سال ۱۰۴۷ میلادی ترسیم شده است، مردم گمراه در عذاب با یک شیر جمجمه اسکلت و مار بزرگ هستند.

در دین مسیحیت به پیامبر دروغین اشاره شده و با شرح اوصاف وی، به دینداران و معتقدان راستین هشدار داده است.
انجیل: «مراقب پیامبر دروغین باشید که نزد شما خواهد آمد، او گرگی گرسنه است در لباس گوسفند.»
بدین منظور که پیامبر دروغین پیام‌ها و وعده‌های خوبی در کلام دارد، اما اگر به اعمالش و نحوهٔ مدیریت جامعه توسط او با دقت بنگریم متوجه ذات وی خواهیم شد.

## مشخصات پیامبر دروغین
از مشخصات پیامبر دروغین علائمی در کتاب انجیل آمده و تأکید شده است که اگر شخصی برخی از این مشخصات را داشت الزاماً پیامبر دروغین نیست، اما اگر تمامی آن‌ها را داشت حتماً پیامبر دروغین است.
- پیامبر دروغین در ارتباطات با استعداد هست، اما در تعامل با دیگران ضعیف است. (۱ تیموتی ۳: ۲)
- پیامبر دروغین عاشق جمعیت کثیر مردم است، نه خود مردم. (یوحنا ۱۲: ۱۸–۱۹)
- پیامبر دروغین از نظم و عدالت در جامعه نفرت دارد، اما به ظاهر خواهان اجرای عدالت است. (متی ۱۵: ۱۲–۱۴)
- پیامبر دروغین عاشق پول و مادیات است، در صورتی که پیامبران به معنویات اهمیت می‌دهند تا به مادیات. (۲ قرنتیان ۲: ۱۷، تیتوس ۱: ۷، ۱ تیموتی ۳: ۳)
- پیامبر دروغین در خانواده خود دچار مشکل است، اما آن را از پیروانش پنهان می‌کند. (۱ تیموتی ۳: ۴)
- پیامبر دروغین ممکن است در میان پیروانش محبوب باشد، اما دیگران از او تنفر دارند و او را عادل نمی‌دانند. (۱ تیموتی ۳: ۷، جان ۱۷: ۲۰–۲۱)
- پیامبر دروغین به شدت غرور دارد، درصورتی که فروتنی نشانهٔ معنویت است. (۱ تیموتی ۳: ۶)
- پیامبر دروغین کتاب مقدس را خوب می‌داند، اما از عمل کردن به تمامی احکام آن تنفر دارد. (۲ تیموتی ۳: ۵، ۱ تیموتی ۴: ۱۶)
- پیامبر دروغین از همراهی با افراد بزرگ اجتناب می‌کند، او می‌خواهد همه را کنترل کند و به همین دلیل در مکان‌های مذهبی افرادی را قرار می‌دهد که کاملاً تابع قدرت و دستورات او باشند نه صرفاً احکام مذهبی. (۱ تیموتی ۱: ۵، اعمال ۱۴:۲۳)
- زندگی پیامبر دروغین با آنچه که بر زبان دارد تفاوت فاحش دارد، آز آنچه که می‌خورد، آنچه که می‌پوشد و آنچه که انجام می‌دهد اصلاً شبیه خطبه‌هایش نیست. (متی ۵: ۱۹–۲۰، ۱تیموتی ۴:۱۲)
- پیامبر دروغین اغلب به موفقیت‌های وزارتخانه‌اش اشاره می‌کند، به جای آنکه به وضع جامعه و معیشت مردم اشاره کند. (مسیحیان فیلیپیان ۱: ۱۵–۱۸)
- در حکومت تحت امر پیامبر دروغین از روزهای خوب گذشته صحبت می‌شود و هیچ‌کس امیدی به آینده‌ای درخشان ندارد. (متی ۷: ۲۲–۲۳)
- پیامبر دروغین دربارهٔ یک موضوع بارها و بارها صحبت می‌کند و آنقدر به آن موضوع می‌پردازد که حتی اگر خوب باشد برای مردم بی‌ارزش خواهد شد. (۲ پیتر ۲: ۱–۳، متی ۶: ۷)
- پیامبر دروغین خود را با افراد ترسو، ناشایست، بی‌عقل، متملق و خائن احاطه خواهد کرد. (۳، متی ۶: ۷)
- پیامبر دروغین به جای موفقیت و برکت، بدبختی و فقر می‌آورد و از شما می‌خواهد که خدا را شکر کنید. (اعمال رسولان ۸:۱۸)
- پیامبر دروغین ممکن است معجزاتی را نظیر پیشگویی به شما نشان دهد، اما باید دقیق بنگرید که آیا آن معجزات باعث رفاه و خوشبختی هستند یا بدبختی. (۱ قرنتیان ۳: ۵–۷، ۱ قرنتیان ۴: ۶–۷، اعمال ۸: ۱۸–۲۳)
- در زمان حکومت پیامبر دروغین دین گریزی و همجنس‌گرایی رواج پیدا می‌کند. (۱ تیموتی ۱:۵، اعمال ۱۴:۲۳)
- پیامبر دروغین به دنبال قطع ارتباط پیروانش با دیگران است و از کسب آگاهی واهمه دارد. (۱ تیموتی ۳: ۷)
- پیامبر دروغین به دنبال پرستیده شدن توسط پیروانش است و انتقاد را تحمل نمی‌کند، او تظاهر به خدمت خداوند و اجرای فرامین خدا می‌کند، تا مردم خود او را خدمت و عبادت کنند. (۲ تیموتی ۴: ۱–۵)

## اسلام
در روایات شیعه آمده است که پیامبر دروغین در آخرالزمان و پیش از قیام حجت بن الحسن، از خراسان خروج می‌کند و او جمع زیادی از مردم را می‌فریبد و بدبخت می‌کند. سپس دجال در اسرائیل اورشلیم ادعای خدایی می‌کند و به مردم سرگشته وعدهٔ رفاه می‌دهد، که سرانجام پس از حکمرانی به مدت چهل روز یا چهل سال به دست مسیح یا مهدی یا هر دوی آن‌ها از بین می‌رود.
از پیروان تحت امر پیامبر دروغین، در مذهب شیعه به نام قوم بنی امیه یاد شده است و علی بن ابی‌طالب امام اول شیعیان در خطبه ۹۸ نهج البلاغه دربارهٔ آن قوم می‌گوید:
"به خدا سوگند! آنها (بنی امیّه) همچنان به حکومت خود ادامه می‌دهند، تا آنجا که حرامی را باقی نمی‌گذارند، مگر آن که حلال بشمارند و پیمانی (از پیمان‌های الهی و مردمی) نمی‌ماند مگر این که آن را می‌شکنند. خانه و خیمه‌ای باقی نمی‌ماند، مگر اینکه ظلم و ستمشان در آن راه می‌یابد، و فساد و سوء تدبیرشان مردم را از خانه‌های خویش فراری می‌دهد. کار حکومت آنها بدانجا می‌رسد که مردم دو گروه می‌شوند و هر دو گروه گریانند: گروهی برای دینشان، و گروهی برای دنیایشان! کار به قدری سخت می‌شود که شما همچون برده‌ای خواهید بود که به یاری ارباب (ظالم و ستمگرش) برمی‌خیزد؛ در حضور او ناگزیر از اطاعت است و در غیاب از او بدگویی می‌کند. این حکومت ظالم و بیدادگر تا آنجا پیش می‌رود که هر کس به خدا امیدوارتر (و نزدیک‌تر) است، بیش از همه رنج و مصیبت می‌بیند. (در آن حکومت خودکامه) اگر خداوند برای شما عافیت و سلامت پیش آورد (و از این امواج خطرناک در امان بودید، این نعمت الهی را) بپذیرید، (و خدا را شکر گویید) و اگر (طوفان حوادث شما را گرفت و) به رنج و ناراحتی گرفتار شدید، شکیبا باشید، که «سرانجامی نیک برای پرهیزکاران است.»